# 科扎切 (阿納尼耶夫區)
47°35′12″N 30°0′53″E / 47.58667°N 30.01472°E
科扎切（烏克蘭語：Козаче）是位於烏克蘭西南部的村莊，由敖德萨州波季利斯克区的阿南伊夫市鎮負責管轄。該村始建於1774年，面積0.07平方公里，海拔高度185米，2001年人口84，人口密度每平方公里1,200人。